# Podivín
Podivín es una localidad del distrito de Břeclav, en la región de Moravia Meridional, República Checa. Tiene una población estimada, a principios del año 2021, de 3009 habitantes.
Está ubicada al sur de la región, a poca distancia al sur de Brno, y cerca de la orilla del río Dyje —un afluente del río Morava que, a su vez, lo es del Danubio— y de la frontera con Austria y Eslovaquia.